# キャピュシーヌ大通り (モネ)
『キャピュシーヌ大通り』（キャピュシーヌおおどおり、Le Boulevard des Capucines）は、印象派の画家クロード・モネが1873年から1874年にかけて制作した油彩画。
現在ネルソン・アトキンス美術館に収蔵されているものと、プーシキン美術館に収蔵されているものの2つがある。

## 制作

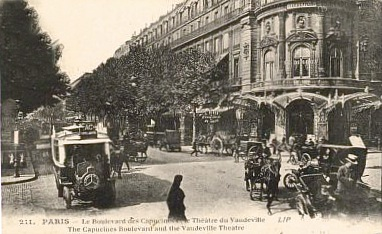
1910年に撮影されたキャピュシーヌ大通り。

モネは、1873年、パリのキャピュシーヌ大通り35番地にある写真家ナダールのスタジオの窓から、大通りの喧騒を観察した。ナダールは、この年、キャピュシーヌ大通りからアンジュー街にスタジオを移しており、モネは、ナダールの許可を得て旧スタジオを借り受けて『キャピュシーヌ大通り』を制作した。
大通りを行き交う群衆の姿は、黒い単純な筆触で描かれている。モネが表現しようとしたものは、個々の人物ではなく、無数の人々が行き交う大通りの活気であった。ラフな筆触を残すことによって、画家の手の動きも伝えられる。
プーシキン美術館作品の右端には、通りを見下ろしている2人の男性の姿が描かれているが、画面右端で切り取られており、トリミングの手法が用いられている。これは、画面が、大通りを垣間見た「偶然的なもの」であることを意味する。

## 発表
1874年4月15日から、モネを中心とする画家たちが設立した画家、彫刻家、版画家等の芸術家の共同出資会社が、同じキャピュシーヌ大通り35番地のアトリエで「第1回展覧会」を開催した。後に「第1回印象派展」と呼ばれることになる展覧会である。
モネは、この第1回印象派展に、『印象・日の出』など他の作品とともに、『キャピュシーヌ大通り』を出品した。もっとも、2作の『キャピュシーヌ大通り』のうち、どちらの作品が展示されたかは論争がある。O. ReuterswärdとCh. Sterlingは、プーシキン美術館作品であるとするのに対し、ジョン・リウォルドは、ネルソン・アトキンス美術館作品であるとしている。
展覧会に来た観客は、会場の窓から見えるキャピュシーヌ大通りの光景と、モネの絵とを見比べるように仕組まれていたといえる。

## 評価
ルイ・ルロワは、『ル・シャリヴァリ』紙に掲載した「印象派の展覧会」と題する風刺記事（1874年4月25日）で、『キャピュシーヌ大通り』について、登場人物に「画面の下の方の、まるで黒いよだれのような、無数の縦長のものは一体何なのだ」と酷評させている。ルイ・ルロワが依拠するアカデミズム絵画の立場からすれば、人体表現は絵画の基本であり、丁寧な仕上げがされていないラフな描き方は非難の対象であった。
一方、エルネスト・シェノーは、『パリ・ジュルナル』紙（1874年5月7日）で、「これまでこの素晴らしい『キャピュシーヌ大通り』ほど、埃と光の中のおびただしい数の群衆の動き、道路の上の馬車と人々の雑踏、大通りの木々の揺れ、つまりとらえがたいもの、移ろいやすいもの、すなわち運動の瞬間なるものが、その流れ去る性質のままに描き留められたことはかつてなかった。」と、肯定的に評価した。これは、シャルル・ボードレールのモデルニテの考えに基づく評価と考えられる。

## 来歴

### プーシキン美術館作品
プーシキン美術館作品の来歴は次のとおり。
- 1883年 - ジャン＝バティスト・フォール蔵（パリ）
- 1907年 - ポール・デュラン＝リュエル蔵（パリ）
- 同年、モロゾフ家蔵（モスクワ）
- 1918年 - 新西洋絵画第2美術館（モスクワ）
- 1928年 - 現代西洋美術館（モスクワ）
- 1948年 - プーシキン美術館（モスクワ）